# Lepilemur
Lepilemur là một chi động vật có vú trong họ Lepilemuridae, bộ Linh trưởng. Chi này được I. Geoffroy miêu tả năm 1851. Loài điển hình của chi này là Lepilemur mustelinus I. Geoffroy, 1851.

## Các loài
Bảng sau liệt kê 2 quan điểm phân loại học khác nhau của các loài trong chi:
| MSW (Groves, 2005) | Mittermeier et al. (2010). |
| --- | --- |
| - Lepilemur mustelinus I. Geoffroy, 1851 - Lepilemur ruficaudatus A. Grandidier, 1867 - Lepilemur dorsalis Gray, 1870 - Lepilemur edwardsi Forbes, 1894 - Lepilemur leucopus (Major, 1894) - Lepilemur microdon (Forsyth Major, 1894) - Lepilemur ankaranensis Rumpler & Albignac, 1975 - Lepilemur septentrionalis Rumpler & Albignac, 1975 | - Lepilemur mustelinus I. Geoffroy, 1851 - Lepilemur ruficaudatus A. Grandidier, 1867 - Lepilemur dorsalis Gray, 1870 - Lepilemur edwardsi Forbes, 1894 - Lepilemur leucopus (Major, 1894) - Lepilemur microdon (Forsyth Major, 1894) - Lepilemur ankaranensis Rumpler & Albignac, 1975 - Lepilemur septentrionalis Rumpler & Albignac, 1975 - Lepilemur aeeclis Andriaholinirina et al., 2006 - Lepilemur ahmansoni Louis Jr. et al., 2006 - Lepilemur betsileo Louis Jr. et al., 2006 - Lepilemur fleuretae Louis Jr. et al., 2006 - Lepilemur grewcocki Louis Jr. et al., 2006 - Lepilemur hubbardi Louis Jr. et al., 2006 - Lepilemur jamesi Louis Jr. et al., 2006 - Lepilemur milanoii Louis Jr. et al., 2006 - Lepilemur mittermeieri Rabarivola et al., 2006 - Lepilemur petteri Louis Jr. et al., 2006 - Lepilemur randrianasoli Andriaholinirina et al., 2006 - Lepilemur sahamalazensis Andriaholinirina et al., 2006 - Lepilemur seali Louis Jr. et al., 2006 - Lepilemur tymerlachsoni Louis Jr. et al., 2006 - Lepilemur wrighti Louis Jr. et al., 2006 - Lepilemur otto Craul et al., 2007 - Lepilemur scottorum Lei et al., 2008 - Lepilemur hollandorum Ramaromilanto et al., 2009 |

## Hình ảnh

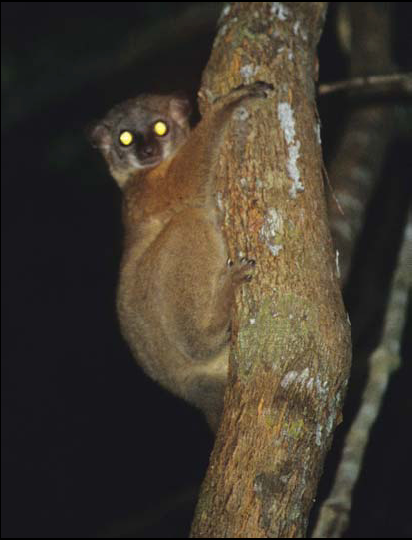
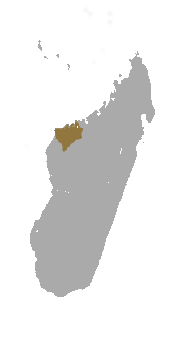
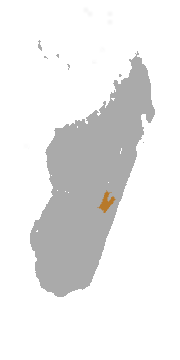
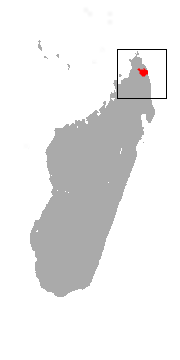